# Pseudopachystylum goniaeoides
Pseudopachystylum goniaeoides är en tvåvingeart som först beskrevs av Zetterstedt 1838.  Pseudopachystylum goniaeoides ingår i släktet Pseudopachystylum, och familjen parasitflugor. Arten är reproducerande i Sverige.